# Scrophularia umbrosa
Espèce
Classification phylogénétique
Statut de conservation UICN

 LC  : Préoccupation mineure
Scrophularia umbrosa, la Scrofulaire ailée (aussi appelée scrofulaire des ombrages, scrofulaire de l'ombre), est une plante herbacée vivace de la famille des Scrofulariacées, assez commune en Europe au bord des eaux.
Elle doit son nom vernaculaire aux ailes de la tige généralement larges de plus d'un millimètre.

## Description

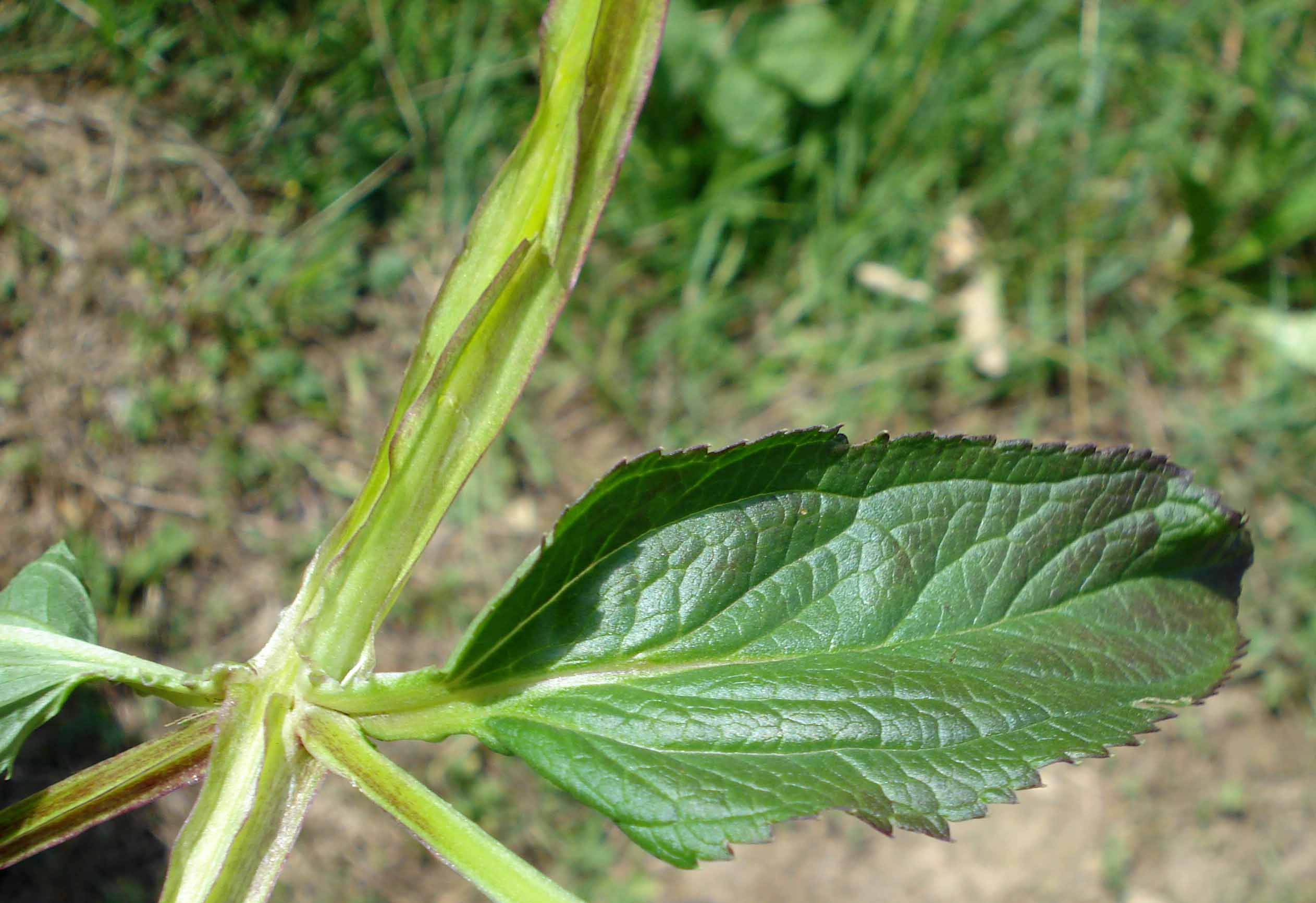
Scrofulaire ailée

Haute de 50 cm à rarement 2 m, glabre, elle ressemble à la Scrofulaire à oreillettes (Scrophularia auriculata), mais ses feuilles sont dentées en scie, au sommet plus aigu, à la base arrondie, toujours sans oreillette. Les staminodes de ses fleurs sont munis de deux lobes divergents à leur sommet.

## Habitat
Berges des cours d'eau, des étangs, marais, marécages ombragés, forêts humides.
Elle fleurit de juin à septembre

## Taxonomie
Synonymie
- Scrophularia aquatica L. rejeté par ITIS[3] et par d'autres auteurs.
- Scrophularia alata Gilib.
- Scrophularia ehrhartii Steven
- Scrophularia oblongifolia Loisel., 1827

Sous-espèces
- Scrophularia umbrosa subsp. neesii (Wirtg.) E. Mayer
- Scrophularia umbrosa subsp. umbrosa